# 日本クイズ協会
一般社団法人日本クイズ協会（にほんクイズきょうかい、略称: JQS）は、東京都新宿区山吹町に事務所を置き、クイズの大会や、クイズに関する調査・研究、講演・講習会などを通じて、広く文化の普及と発展、並びに青少年教育の振興及び健全な青少年の育成を目的とする一般社団法人。

## 沿革
- 2016年12月15日 - 設立
- 2018年 − クイズ大会として高校生向けのニュース・博識甲子園と一般向けのJQSグランプリシリーズを開催した[4]
- 2021年5月17日 - 高校生1年、2年生を対象とした「秋の新人戦」「春の選抜大会」の新設を発表[5]。

## 役員

### 代表理事
齊藤喜徳
早稲田大学クイズ研究会OB

### 理事
木村めぐみ
翻訳家
楠井朋子
働く女性の投資メディア「DAILY ANDS」運営
大門弘樹
『QUIZ JAPAN』編集長・セブンデイズウォー代表取締役社長
安田光一郎

### 監事
北山友之
デザイナーブランドOctober Beast代表

### 名誉顧問
小山鎮男
囲碁棋士・ホノルルクラブ初代会長

### 特別会員
村田栄子
ホノルルクラブ会長
松尾清三
第1回アメリカ横断ウルトラクイズ優勝者
杉基イクラ
漫画家

## 主催大会
ニュース・博識甲子園
新聞やニュースサイトを中心の「最新のニュース」や学校の勉強だけではない社会に根差した幅広く良質な博識力を問うクイズ大会
春の選抜大会
秋の新人戦の成績上位校を選抜して行う3人1組の団体戦のクイズ大会
秋の新人戦
高校1年から2年生を対象とした個人戦で、団体登録した高校のクイズ研究会から何人でも無料で参加可能
JQSグランプリシリーズ